# Bathystyeloides
Bathystyeloides is een geslacht van zakpijpen (Ascidiacea) uit de familie Styelidae en de orde Stolidobranchia.

## Soorten
- Bathystyeloides anfractus Monniot C. & Monniot F., 1985
- Bathystyeloides dubius Monniot C. & Monniot F., 1984
- Bathystyeloides enderbyanus (Michaelsen, 1904)
- Bathystyeloides laubieri Monniot C. & Monniot F., 1974
- Bathystyeloides magnus Sanamyan & Sanamyan, 1999
- Bathystyeloides mexicanus Monniot C. & Monniot F., 1987
- Bathystyeloides miriducta Monniot C. & Monniot F., 1991